# Жансен (місячний кратер)

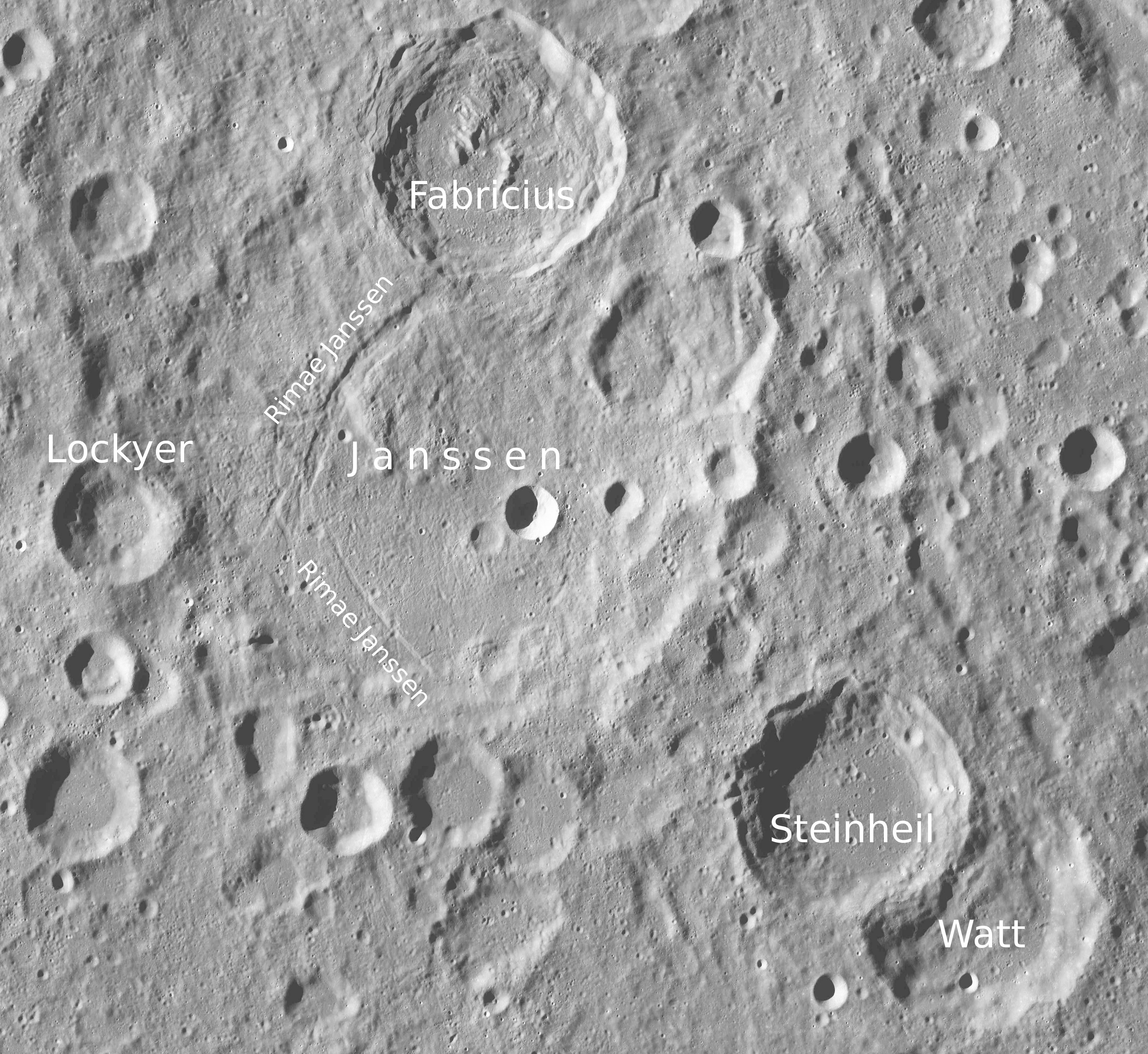
Жансен з околицями

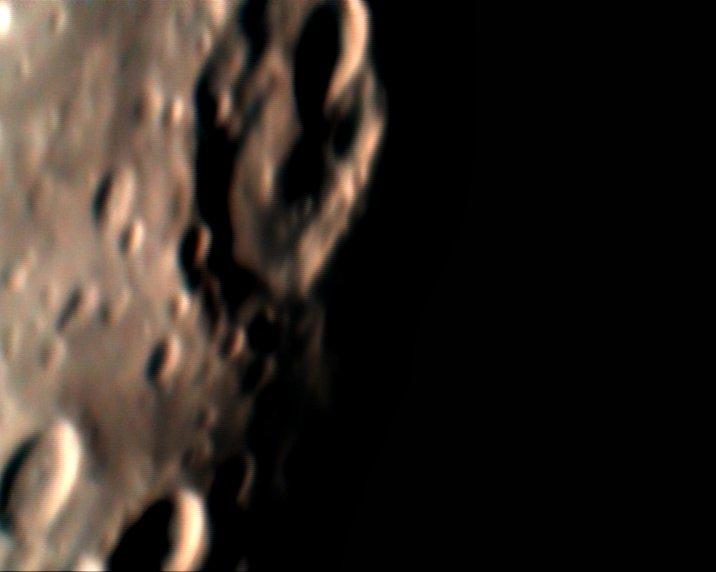
Знімок із Землі. Кратер Жансен — угорі; на його верхньому краю — Фабріцій

Жансен (лат. Janssen) — кратер на Місяці. Розташований у «материковій» області на півдні видимого боку. Діаметр — 200 км, координати центру — 44°58′ пд. ш. 40°49′ сх. д. / 44.96° пд. ш. 40.82° сх. д. Названий на честь французького астронома П'єра Жуля Сезара Жансена. Ця назва була затверджена Міжнародним астрономічним союзом у 1935 році. Кратер із такою самою назвою існує на Марсі.
Від цього кратера отримали назву викиди басейну Моря Нектару: їх називають формацією Жансена (англ. Janssen Formation). Північно-західна частина кратера, де ці викиди добре видно, є типовою областю для цієї формації.

## Загальний опис
Жансен — древній та сильно зруйнований кратер: він утворився ще в донектарському періоді і з тих пір був усіяний численними меншими кратерами. Крім того, його північна частина вкрита викидами басейну Моря Нектару.
Жансен нагадує шестикутник із згладженими кутами. Він перекриває більшу частину безіменного кратера дещо меншого розміру, рештки якого видно на північному заході, і через це здається витягнутим. Можливо, й сам Жансен є результатом накладання одного кратера на інший. Південна частина валу Жансена значно виразніша за північну й має тераси. У кратері є центральна гірка, а його дно перетинає система борозен — борозни Жансена (лат. Rimae Janssen). На півночі вони з'єднуються в одну широку борозну. Це найвідоміші з рідкісних місячних борозен, що лежать не в морях. Кілька дрібних борозен є і поруч, у кратері Фабріцій, поява якого знищила північний кінець борозен Жансена.
На північному сході вал Жансена перекритий молодшим 80-кілометровим кратером Фабріцій, а на сході — 55-кілометровим кратером Фабріцій A. На південно-західному краю Жансена лежить 35-кілометровий кратер Лок'єр. Інші його близькі сусіди — кратер Метій на північному сході, Штейнхейль та Ватт на південному сході, Бреннер на півночі. За 120 км на північному сході тягнеться 450-кілометрова долина Рейти (Vallis Rheita) — ланцюжок злитих один з одним вторинних кратерів басейна Моря Нектару.

## Супутні кратери
Ці кратери, розташовані поряд із кратером Жансен та всередині нього, названо його ім'ям з доданням великої латинської літери.
| Жансен | Координати                                                | Діаметр, км |
| ------ | --------------------------------------------------------- | ----------- |
| B      | 43°10′ пд. ш. 34°22′ сх. д. / 43.17° пд. ш. 34.37° сх. д. | 21          |
| C      | 42°53′ пд. ш. 34°55′ сх. д. / 42.89° пд. ш. 34.91° сх. д. | 7           |
| D      | 48°39′ пд. ш. 41°13′ сх. д. / 48.65° пд. ш. 41.22° сх. д. | 29          |
| E      | 48°49′ пд. ш. 39°46′ сх. д. / 48.82° пд. ш. 39.77° сх. д. | 24          |
| F      | 49°49′ пд. ш. 41°55′ сх. д. / 49.82° пд. ш. 41.92° сх. д. | 35          |
| H      | 46°26′ пд. ш. 41°43′ сх. д. / 46.43° пд. ш. 41.71° сх. д. | 10          |
| J      | 43°26′ пд. ш. 36°35′ сх. д. / 43.44° пд. ш. 36.58° сх. д. | 27          |
| K      | 46°11′ пд. ш. 42°19′ сх. д. / 46.19° пд. ш. 42.31° сх. д. | 15          |
| L      | 46°05′ пд. ш. 43°35′ сх. д. / 46.09° пд. ш. 43.58° сх. д. | 12          |
| M      | 41°54′ пд. ш. 35°26′ сх. д. / 41.90° пд. ш. 35.44° сх. д. | 16          |
| N      | 41°26′ пд. ш. 32°07′ сх. д. / 41.43° пд. ш. 32.12° сх. д. | 5           |
| P      | 45°30′ пд. ш. 39°46′ сх. д. / 45.50° пд. ш. 39.76° сх. д. | 4           |
| Q      | 46°21′ пд. ш. 39°22′ сх. д. / 46.35° пд. ш. 39.36° сх. д. | 5           |
| R      | 48°17′ пд. ш. 38°42′ сх. д. / 48.28° пд. ш. 38.70° сх. д. | 23          |
| S      | 50°25′ пд. ш. 41°50′ сх. д. / 50.42° пд. ш. 41.83° сх. д. | 7           |
| T      | 48°53′ пд. ш. 42°19′ сх. д. / 48.88° пд. ш. 42.31° сх. д. | 29          |
| X      | 42°56′ пд. ш. 33°16′ сх. д. / 42.93° пд. ш. 33.27° сх. д. | 24          |